# Friedberger Landstraße
Die Friedberger Landstraße ist eine der wichtigsten Ein- und Ausfallstraßen in Frankfurt am Main.

## Geschichte
Die Straße trägt den Namen von Friedberg, ihrer Zielrichtung. Vor der Einführung des motorisierten Verkehrs war diese ehemalige Freie Reichsstadt etwa eine Tagesreise entfernt und damit für Fernreisende das nächste Etappenziel. Die Friedberger Landstraße war Teil einer historischen Handelsstraße von Norddeutschland über die Alte Frankfurter Mainbrücke zur Bergstraße und zur Neckarquerung in Heidelberg. Heute ist sie Teil von deren „Nachfolgerin“, der Bundesstraße 3.
Eine weitere historische Bedeutung der Friedberger Landstraße war, dass die ersten Wasserleitungen, die die Stadt Frankfurt mit frischem Quellwasser versorgten, ab 1609 entlang der Straße verliefen.

## Verlauf
Die Friedberger Landstraße verläuft vom Friedberger Tor an den Wallanlagen in nordöstlicher Richtung durch die Stadtteile Nordend, Bornheim, Preungesheim und Seckbach über die Friedberger Warte bis zur Stadtgrenze von Bad Vilbel.

### Friedberger Tor
Das Friedberger Tor, das einst durch die Wallanlagen führte und dessen Torgebäude nicht mehr vorhanden sind, ist heute eine große Verkehrskreuzung am Anlagenring.
Die Fortsetzung der Straße innerhalb der Wallanlagen ist die nach dem Zweiten Weltkrieg angelegte Konrad-Adenauer-Straße, die historische Fortsetzung in der Neustadt war der Straßenzug Vilbeler Straße – Große Friedberger Straße, der in der Altstadt in die Fahrgasse überging, die zur Mainbrücke führte.

### Nordend

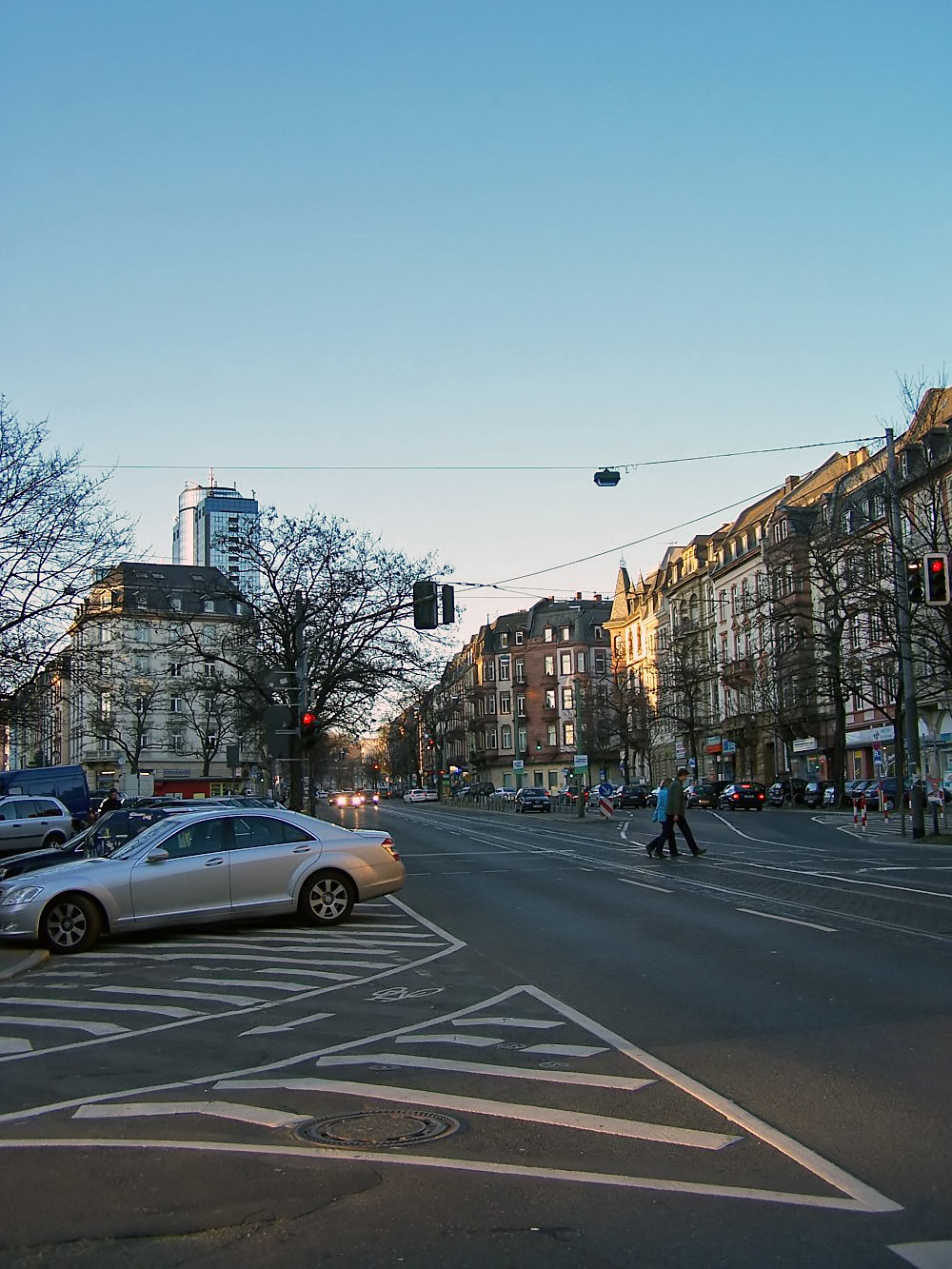
Kleiner Friedberger Platz

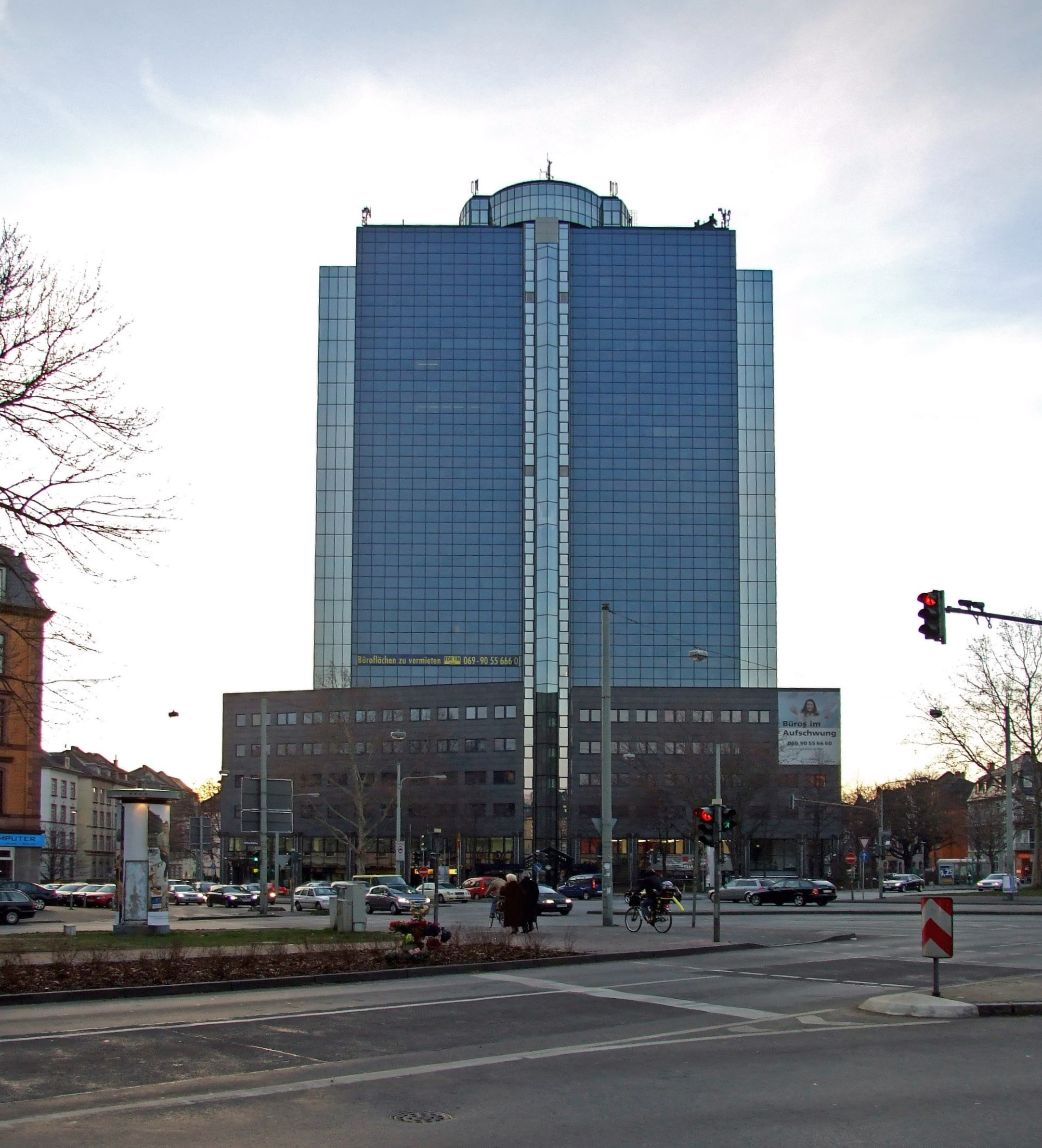
Shell-Hochhaus, im Vordergrund der Alleenring

Ein großer Teil der Friedberger Landstraße verläuft in Nord-Süd-Richtung durch Nordend-Ost und -West und stellt die Grenze der beiden Stadtteile dar.
Der südlichste Teil der Straße entstand erst um 1970, als ein Straßendurchbruch über ein zuvor brachliegendes Trümmergrundstück des Zweiten Weltkrieges den Straßenverlauf verkürzte. Zuvor war die Friedberger Landstraße in ihrem stadtnächsten Abschnitt, ähnlich wie die Eschersheimer Landstraße, recht kurvenreich. Der alte Straßenverlauf trägt heute den Namen Mercatorstraße. Zwischen alter und neuer Trasse befindet sich das Hessendenkmal, das der Befreiung der Stadt durch hessische Truppen 1792 gedenkt.
Gleichzeitig mit der Verlegung der Straße wurde die Strecke der Straßenbahn Frankfurt am Main, die zuvor durch die Alte Gasse, Friedberger Anlage und Scheffelstraße zum Friedberger Platz gefahren war, stillgelegt. Stattdessen wurde eine Gleisverbindung zwischen Friedberger Tor und Friedberger Platz durch den neuen Straßenabschnitt gelegt.
Gegenüber dem Hessendenkmal befindet sich der Bethmannpark mit dem Chinesischen Garten des Himmlischen Friedens. Der Park wurde 1806 von Simon Moritz von Bethmann erworben und ging später in den Besitz der Stadt über.

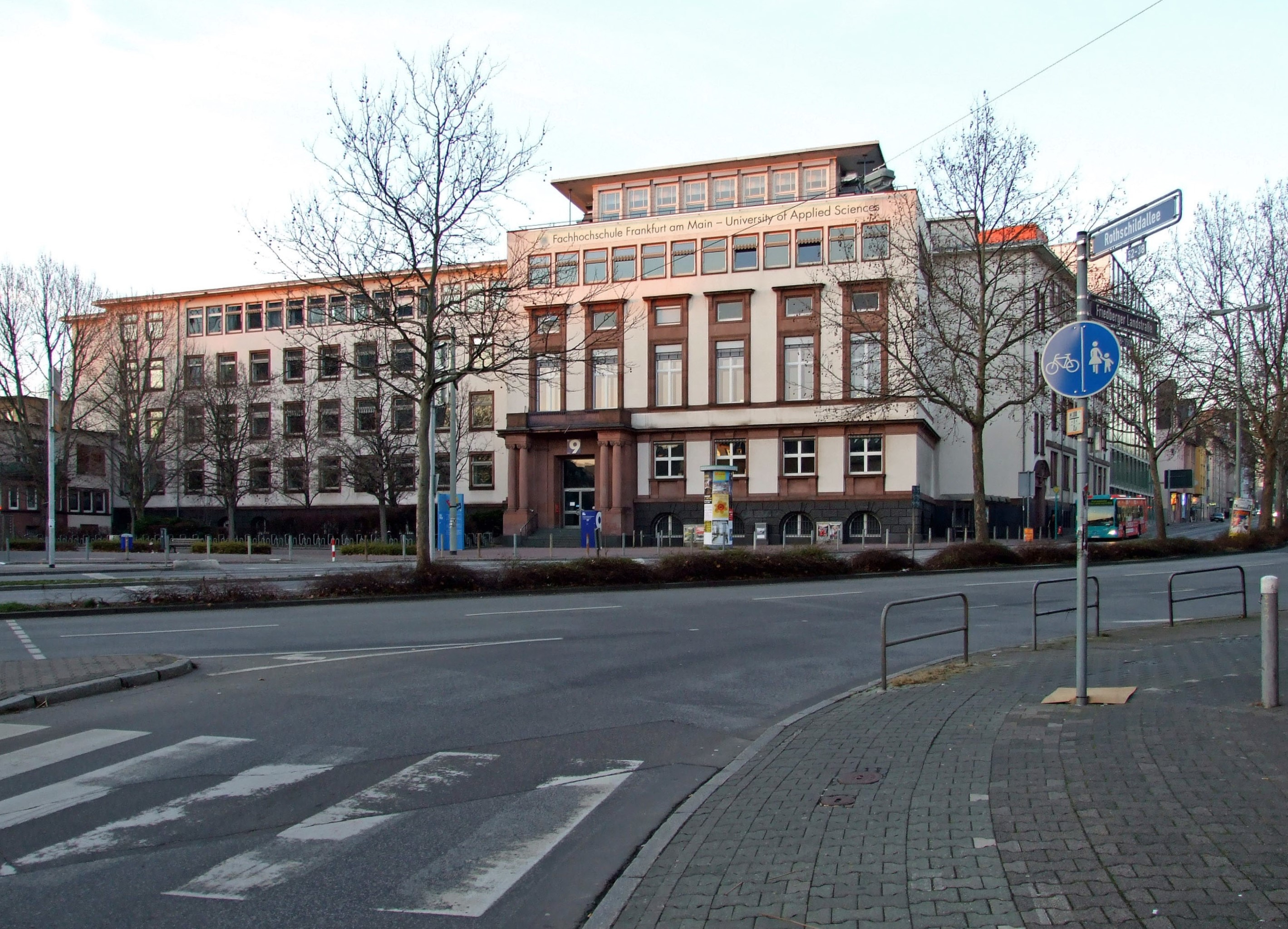
Haupteingang der Fachhochschule Frankfurt am Nibelungenplatz, rechts die „Friedberger“

Die neue Trasse endet an der Kreuzung mit der Scheffelstraße und der Merianstraße. Von links trifft hier auch die Eiserne Hand auf die Friedberger Landstraße, eine uralte und früher sehr bedeutende Verbindung zur Eckenheimer Landstraße. Kurz darauf folgt der Friedberger Platz, einer der zentralen gründerzeitlichen Stadtplätze des Nordend. Von ihm zweigen strahlenförmig mehrere Nebenstraßen ab, die Rotlintstraße, die Günthersburgallee, die Bornheimer Landstraße, die Koselstraße und der Bäckerweg. Aufgrund der urbanen Atmosphäre sind diese Straßen beliebte Wohnadressen. Die nördlich folgende Kreuzung der Friedberger Landstraße mit den Verbindungsstraßen Glauburgstraße und Rohrbachstraße ist ein weiterer zentraler Punkt dieses Stadtbezirks.
Kurz darauf folgt der Nibelungenplatz, die Kreuzung mit dem Alleenring. Hier befinden sich das Shell-Hochhaus (Bürocenter Nibelungenplatz, heute City Gate) und die Fachhochschule Frankfurt.
Die bald folgende, nach Westen abzweigende Rat-Beil-Straße markiert die Grenze zwischen dem Innenstadtgebiet und der nun folgenden, mehr vorstädtischen Bebauung. Auf der westlichen Straßenseite liegt nun der Hauptfriedhof, auf der östlichen Kleingärten, Gewerbebetriebe, der Wasserpark und eine Neubausiedlung, die auf dem Gelände errichtet wurde, das von der amerikanischen Armee vor ihrem Abzug genutzt wurde. Auch der Günthersburgpark ist von dort nicht weit entfernt.

### Bornheim/Preungesheim

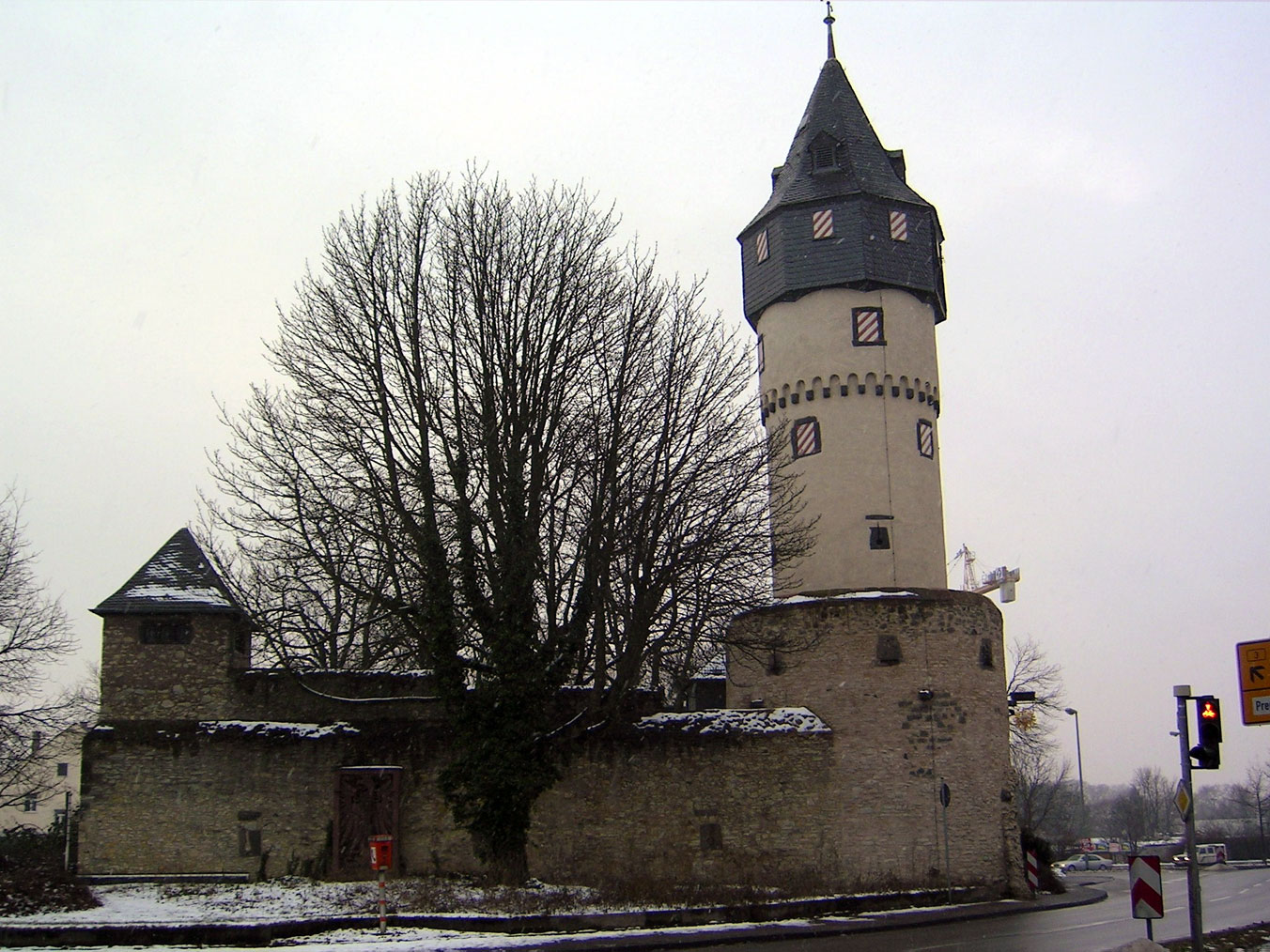
Friedberger Warte

Die Grenze zu den Nachbarstadtteilen Bornheim und Preungesheim markiert das bekannteste Gebäude der Straße, die Friedberger Warte. Als Wachturm an der mittelalterlichen Frankfurter Landwehr überwachte sie den Verkehr zwischen der Stadt und ihrer nördlichen Umgebung.
Die hier nach Nordwesten abzweigende Homburger Landstraße, die längste Straße der Stadt, führt zunächst in den nahen Stadtteil Preungesheim. Erstes Gebäude der Straße war die Friedberg-Kaserne. Auf der östlichen Seite der Friedberger Warte befand sich die Kurhessen-Kaserne, wo seit 1936 das 81. Infanterieregiment der Wehrmacht als Standortregiment lag. Seit 1945 wurden die Kasernen von der amerikanischen Armee als „Housings“ für ihre Soldaten und deren Familien genutzt. Sie hießen nun Betts-Kaserne und Atterberry-Kaserne. Mittlerweile sind sie abgerissen und das Gelände wurde ab 2003 mit zwei Siedlungen bebaut. Die Siedlung auf der Preungesheimer Seite wird New Betts, die auf der Bornheimer Seite New Atterberry genannt.
Einen knappen Kilometer weiter stadtauswärts wird die Autobahn A 661 von der Friedberger Landstraße überquert. Hier befindet sich eine Anschlussstelle.

### Seckbach

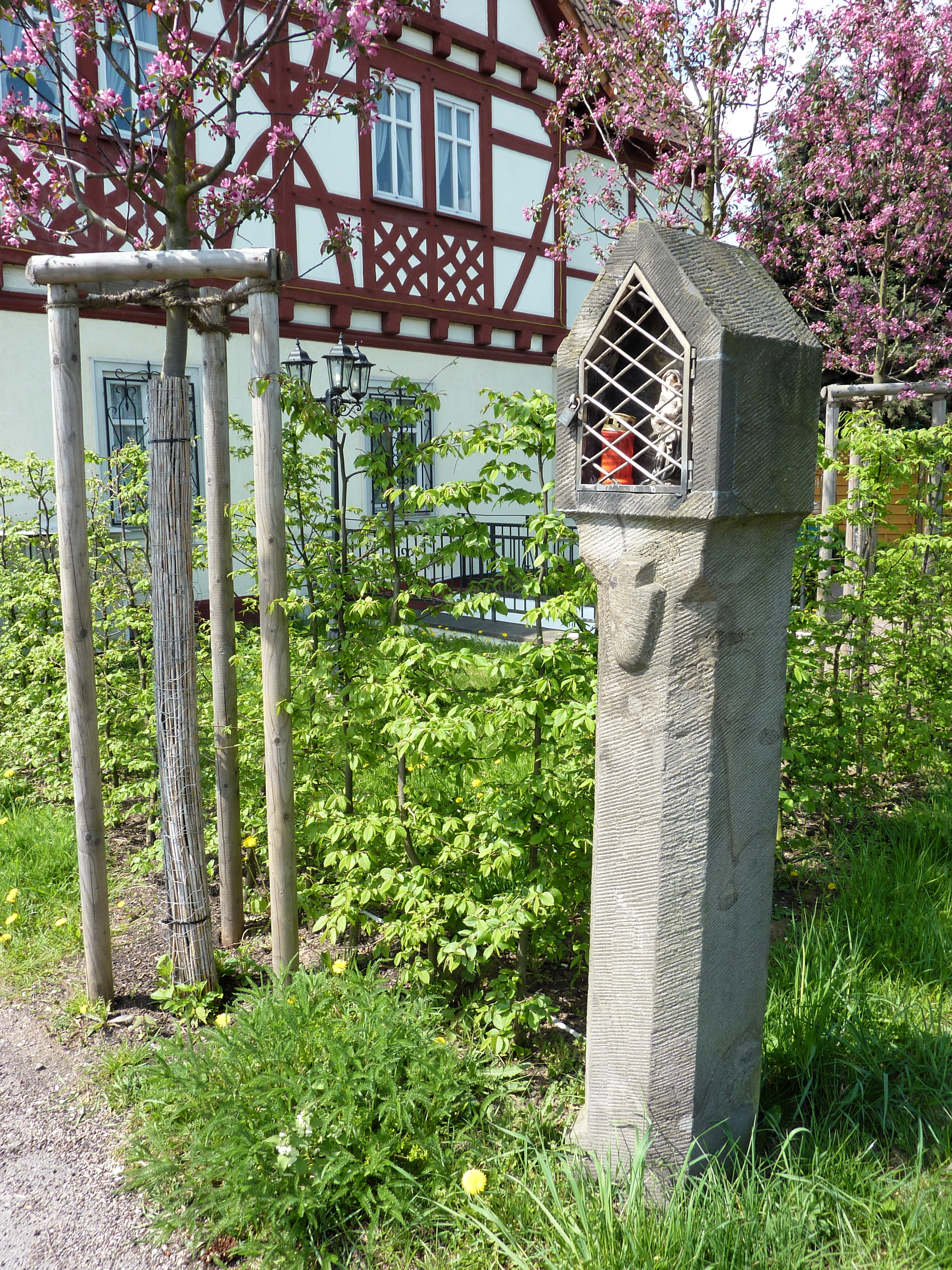
Bildstock am Alten Zollhaus

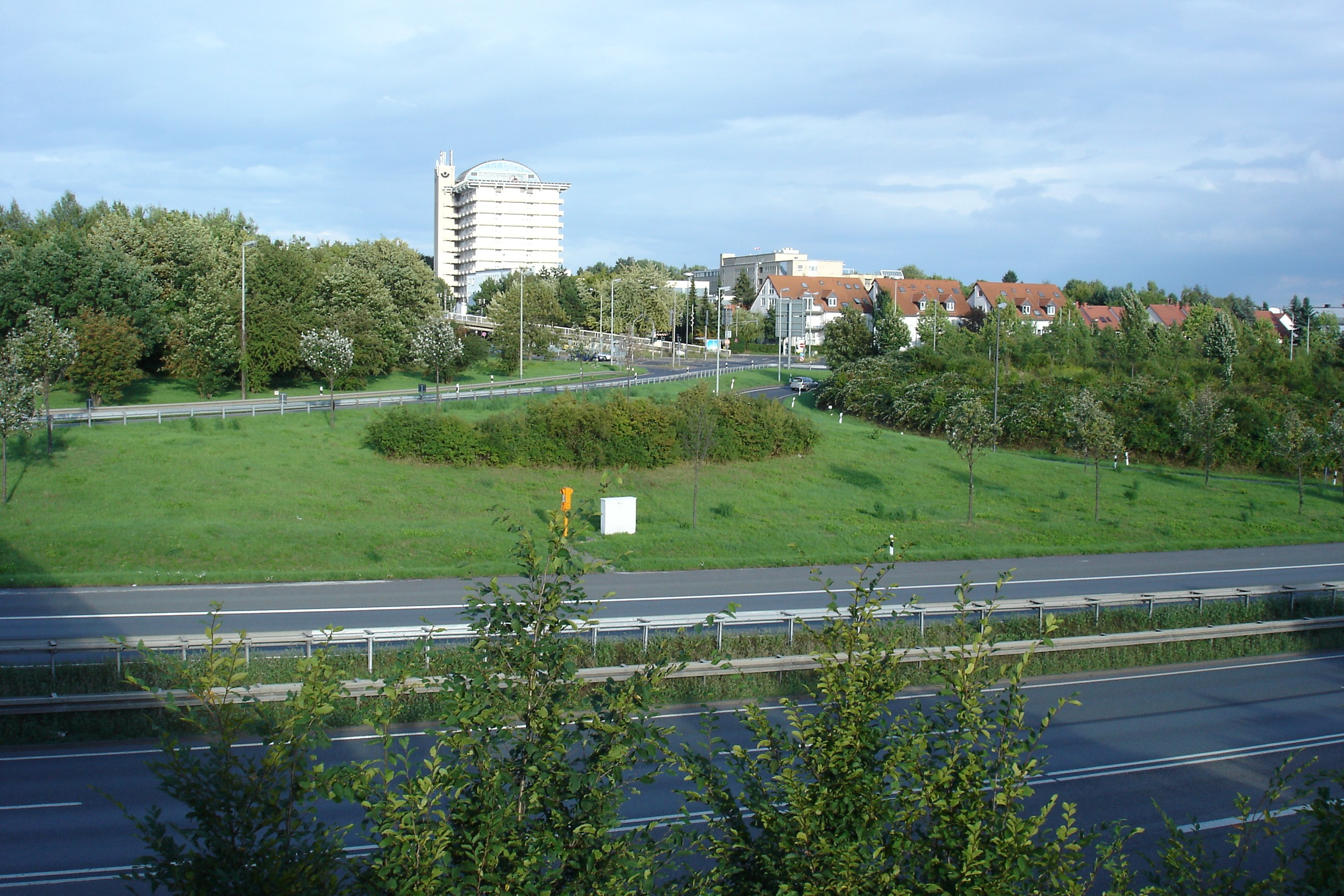
Unfallklinik

Jenseits der Autobahn liegen auf der südöstlichen Straßenseite an der Festeburg die Unfallklinik (1962), der Blumen- und Zierpflanzengroßmarkt (1965) und der Huthpark (1910–1913). Der Auerweg und die Hofhausstraße führen von hier in den Ortskern von Seckbach. Nach Westen führt die Hofhausstraße in das Neubaugebiet Frankfurter Bogen in Preungesheim. Das folgende Gebiet trägt den Namen Heiligenstock, benannt nach dem historischen Heiligenstock neben dem Alten Zollhaus (heute Restaurant). Hier war in den 1960er- und 1970er-Jahren der Bau einer Großsiedlung für bis zu 50.000 Menschen geplant. Da die Pläne nicht verwirklicht wurden, findet sich hier noch unbebautes Gelände, das im Herbst für das jährliche Drachenfest des Vereins Umweltlernen in Frankfurt e. V. genutzt wird, die eindrucksvollen Ruinen des am 25. März 1945 gesprengten Großsenders Heiligenstock (1926) von Radio Frankfurt und der Parkfriedhof Heiligenstock. Bis etwa Ende der 1990er-Jahre standen hier auch Anlagen des DENA-Senders (1947). Der nach Osten abzweigende Berger Weg führt zu Freizeitgärten, Streuobstwiesen und Feldern sowie zum Lohrpark auf dem Lohrberg mit Frankfurts Weinberg Lohrberger Hang.
Nach dem Abknicken von der Bundesstraße 521 erreicht die Straße die Stadtgrenze zu Bad Vilbel. Das letzte Haus der Friedberger Landstraße mit der Hausnummer 649 ist bereits Teil der geschlossenen Bebauung des Bad Vilbeler Stadtteils Heilsberg. Die Straße ändert im weiteren Verlauf ihren Namen in Alte Frankfurter Straße.

## Verkehr

### Individualverkehr
Die Friedberger Landstraße ist heute durch die direkte Anbindung an die Innenstadt, an den Alleenring und an die A 661 eine der wichtigsten Verkehrsverbindungen, vor allem für Pendler aus den nördlichen und östlichen Vororten Frankfurts. Die Straße ist für den motorisierten Individualverkehr größtenteils zweispurig ausgebaut, im nördlichen Teil auch dreispurig. Seit September 2020 ist ein 1,7 Kilometer langer Abschnitt in der Innenstadt nur auf einer Spur je Richtung für den motorisierten Individualverkehr befahrbar, da eine Spur in einen Radweg umgewidmet wurde.
Die Friedberger Landstraße erreicht regelmäßig die höchsten Feinstaubwerte der Stadt. Der südliche Teil ist deshalb für Lastkraftwagen gesperrt.

### Straßenbahn
Seit 1904 fährt  zwischen Friedberger Platz und Rohrbachstraße die Straßenbahn. Deren südlich davon liegender Abschnitt zwischen Friedberger Platz und Friedberger Tor entstand erst 1971 nach dem Straßendurchbruch von 1970. Die Straßenbahn und der Individualverkehr nutzen auf dieser gesamten Strecke eine Spur pro Richtung gemeinsam. Hier verkehrt die Straßenbahnlinie 12.
Ab 2010 wurden nördlich der Rohrbachstraße bis zur A 661 ca. zwei Kilometer neue Gleise auf eigenem Gleiskörper verlegt, um seit Dezember 2011 das Neubaugebiet Frankfurter Bogen in Preungesheim mit der dann neuen Straßenbahnlinie 18 anzubinden. Zuvor verkehrten im nördlichen Abschnitt der Friedberger Landstraße nur die Busse der Linie 30, die teilweise bis Bad Vilbel fahren.